# Wahan Papasjan
Wahan Papasjan (armenisch Վահան Փափազյան, englisch Vahan Papazian, * 26. Januar 1957 in Jerewan, Armenische SSR, Sowjetunion) ist ein armenischer Politiker. Er war Außenminister der Republik Armenien von 1993 bis 1996 sowie armenischer Botschafter in Frankreich von 1997 bis 1998.

## Werdegang
Papasjan studierte an der Staatlichen Universität Jerewan an der Fakultät für Orientalische Studien. Von 1980 bis 1991 war er am Historischen Institut der Armenischen Nationalen Akademie der Wissenschaften beschäftigt. Nach der Unabhängigkeit Armeniens von der Sowjetunion war er von 1991 bis 1992 Berater des armenischen Präsidenten und von 1992 bis 1993 Geschäftsträger („Chargé d’Affaires“) der Republik Armenien in Frankreich.
Im Jahr 1993 wurde er zum Außenminister Armeniens ernannt und blieb es bis 1996. Daraufhin war er in den Jahren 1997 bis 1998 Außerordentlicher und Bevollmächtigter Botschafter der Republik Armenien in Frankreich.

## Persönliches
Laut eigenen Angaben spricht Papasjan die Fremdsprachen Russisch, Persisch und Englisch.